# Nacionalismo arameo

Bandera aramea, adoptada oficialmente en 1982

El nacionalismo arameo (arameo:  ܐܡܬܐܢܝܘܬܐ ܣܘܪܝܝܬܐ, Umthonoyutho Suryoyto) o aramenismo (arameo: ܐܪܡܝܘܬܐ, Oromoyutho) se refiere a una ideología nacionalista dentro del pueblo arameo. La ideología se centra en despertar, educar y unir a los arameos independientemente de la denominación religiosa. El nacionalismo arameo va acompañado del patriotismo siríaca.
Los arameos son un grupo étnico indígena de Mesopotamia y el Levante. La patria aramea indígena se encuentra dentro de las fronteras del sudeste de Turquía, Siria, Líbano y el norte de Irak. En la antigüedad, esta región y la tierra de los arameos se conocían como Aram.
El nacionalismo arameo busca el diálogo con los gobiernos y opera a través de la diplomacia. Además, el nacionalismo arameo aboga por el reconocimiento de la identidad étnica aramea en sus países de origen indígenas.

## Fondo
Nacionalismo arameo ha sido moldeado a lo largo de los siglos por acontecimientos históricos, religiosos, culturales y geopolíticos. Otros factores que jugaron un papel en el desarrollo del nacionalismo arameo fueron el orgullo cultural y la opresión. El genocidio de Sayfo durante la Primera Guerra Mundial jugó un papel importante.
El miedo y el trauma del genocidio de Sayfo impidieron que el nacionalismo arameo se desarrollara más en Turquía, Siria, Irak y Líbano. Desde la década de 1970, el nacionalismo arameo se ha definido en la diáspora aramea.

### Antecedentes de los tiempos modernos
El nacionalismo no estaba permitido dentro del pueblo arameo porque la Iglesia Ortodoxa Siríaca y otras iglesias siríacas desaprueba estrictamente el nacionalismo y el orgullo étnico. Un ejemplo es que cantar en arameo estaba mal visto hasta finales del siglo XX.

## Ideología
La ideología se basa en unir a los arameos independientemente de la denominación eclesiástica. La opresión y la persecución han llevado a la mayoría de los arameos a vivir en la diáspora. Por este motivo, también se presta atención a la lucha contra la asimilación y a mantener viva la lengua aramea. Uno de los principales objetivos es mantener viva la lengua aramea, que es un factor clave de la identidad aramea.
Los arameos están tratando de ser reconocidos como pueblo indígena en sus países de origen. Este objetivo se logró en 2014 en Israel, donde los arameos fueron reconocidos oficialmente. Las personas que nacieron en Israel como arameos cristianos pueden registrarse como arameos. También está permitido enseñar en arameo. Antes del reconocimiento, los arameos estaban registrados como árabes. La etnia aramea incluso está indicada en los pasaportes de los registrados.

## Tiempos modernos
La identidad aramea es generalmente mantenida por los miembros de todas las iglesias siríacas.
La autoidentificación de los cristianos siríacos como arameos está ampliamente documentada en la literatura siríaca. Los eruditos, lingüistas y escritores pertenecientes tanto al rito siríaco occidental como al oriental han enfatizado claramente su etnia aramea. Esta información se ha conservado en manuscritos, libros y léxicos centenarios. Muchos de estos manuscritos se han conservado en monasterios e iglesias. 

Pero nosotros somos hijos de Aram, y por su nombre fuimos llamados arameos desde tiempos antiguos. siglo XII d. C.
Alfonse, Mingana, The work of Dionosysius Bar Salibi against the Armenians, in Woodbroke Studies, Vol.4, Cambridge 1931, p. 54

Otro ejemplo es Bar Bahlul, un obispo sirio oriental del siglo X perteneciente a la Iglesia Oriental. Bar Bahlul es mejor conocido por su extenso léxico siríaco-árabe. Este léxico todavía se utiliza en los tiempos modernos.

Somos descendientes de los antiguos arameos siríacos.
The Syriac Lexicon Hassan Bar Bahlul (en arameo). 950. p. 1324.

Otro objetivo importante es la búsqueda del reconocimiento del genocidio arameo ocurrido en 1915.
En los tiempos modernos, las asociaciones arameas están en estrecho contacto con el Consejo Mundial de Arameos (WCA). El Consejo Mundial de Arameos representa a los arameos a nivel internacional. El Consejo Mundial de Arameos (WCA) es la única ONG dentro del pueblo arameo que está reconocida por las Naciones Unidas (ONU).

## Objetivos importantes
Un objetivo importante es crear un puente entre los arameos en la diáspora y apoyar y representar a los arameos que aún viven en sus países de origen. Para lograrlo se están realizando diversas actividades.
El nacionalismo arameo se opone a la turquificación, la arabización y la kurdificación.

## Literatura
1. 1 2  Lipiński, Edward (2000). The Aramaeans: Their Ancient History, Culture, Religion (en inglés). Peeters Publishers. ISBN 978-90-429-0859-8. Consultado el 19 de marzo de 2025.
2. 1 2  Brock, Sebastian P. (2 de enero de 2002).  Kiraz, George, ed. Some basic annotation to the Hidden Pearl: The Syrian Orthodox Church and its ancient Aramaic heritage, I-III (Rome, 2001) (en inglés). Gorgias Press. pp. 63-112. ISBN 978-1-4632-1410-4. doi:10.31826/9781463214104-005/html?lang=de. Consultado el 19 de marzo de 2025.
3. ↑  Akopian, Arman (11 de diciembre de 2017). Introduction to Aramean and Syriac Studies: A manual (en inglés). Gorgias Press. ISBN 978-1-4632-3893-3. doi:10.31826/9781463238933/html. Consultado el 19 de marzo de 2025.
4. 1 2 3  «World Council of Arameans [Syriacs] - Arameanism (Oromoyutho) as the Key to our Future Survival?». wca-ngo.org. Consultado el 19 de marzo de 2025.
5. ↑  Newman, Marissa. «In first, Israeli Christian child registers as Aramean». www.timesofisrael.com (en inglés estadounidense). Consultado el 19 de marzo de 2025.
6. ↑  Courtois, Sebastien de (15 de junio de 2004). The Forgotten Genocide: Eastern Christians, The Last Arameans (en inglés). Gorgias Press. ISBN 978-1-4632-0949-0. doi:10.31826/9781463209490/html. Consultado el 21 de marzo de 2025.
7. ↑  Shabo, Johnny (9 de noviembre de 2018). A brief history of the genocide against the Syriac Arameans (en inglés). Shabo. ISBN 978-90-829457-0-6. Consultado el 3 de enero de 2024.
8. ↑  «New nationality for Christians: Arameans». www.israelnationalnews.com. Consultado el 19 de marzo de 2025.
9. ↑  The Syriac Lexicon Hassan Bar Bahlul (en arameo). 950. p. 1324. «We are the descendants of the old Syriac Arameans».
10. ↑  Aphrem Barsoum (1953). «The Syrian Church of Antioch its name and history». p. 1. «The Syrian community was known from its beginning as the Aramean community».
11. ↑  Mar Ignatius Zakka I Was (1983). «The Syrian Orthodox Church of Antioch at a glance». p. 12. «The Syriac language is the Aramaic language itself and the Arameans are the Syrians themselves. Whoever has made a distinction between them has erred.»
12. ↑  Nöldeke, Th. (1871). «Die Namen der aramäischen Nation und Sprache». Zeitschrift der Deutschen Morgenländischen Gesellschaft 25 (1/2): 115. ISSN 0341-0137. Consultado el 6 de mayo de 2025. «Auch die Aramäer selbst nahmen mit der Zeit diesen griechischen Namen, „Syrer" an.»
13. ↑  Witakowski, Witold (1987). The Syriac Chronicle of Pseudo-Dionysius of Tel-Maḥrē: A Study in the History of Historiography (en inglés). Uppsala University. p. 76. ISBN 978-91-554-1967-7. Consultado el 25 de noviembre de 2023. «Ever since the time of christianization those Arameans who embraced the new religion have been referred to as the Syrians, a name of Greek origin which they eventually accepted themselves.»
14. ↑  «Geschiedenis – Moeder Gods Mariakerk» (en nl-NL). Consultado el 27 de abril de 2025. «Wat wel vaststaat en algemeen wordt aanvaard, is dat de Syriërs voorheen Arameeërs heetten. Dit feit wordt al door de vroege Syrische historici en lexicografen zelf bevestigd.»
15. ↑  «Süryani Tarihi» [Süryani ataları Aramiler]. www.suryanikadim.org (en turco). Consultado el 24 de marzo de 2025. «Süryani ataları Aramiler; Hiristiyanlığın, Antakya şehrine girdiği ve Hıristiyan dünyasının üç büyük kürsüsünden ilki olan Antakya Elçisel Kürsüsünün kurulduğu dönemde (M.S. 37-43) bölgede etkin durumdaydılar. Çeşitli putlara tapan Aramiler’in büyük çoğunluğu, İsa Mesih’in öğretisini kabul ederek Hıristiyanlığa geçiş yapmışlardır. Buna paralel olarak Arami olan isimlerini terk ederek Süryani tabirini kullanmaya ve ayni zamanda konuştukları Aramice lisanına da Süryanice olarak adlandırmışlardır.»
16. ↑  Alphonse Mingana (21 de octubre de 1931).  Woodbrooke Studies 4, ed. «The Work of Dionysius Barsalībi Against the Armenians» (en inglés). p. 54. «The Armenians say: From whom do you descend-you who are Syrians by race? Against them we will say: Neither you know from whom you descend. The name Armenian is derived from Armenia which is the name of a country (and not of a person). It is we (Syrians) who have enlightened your authors and revealed to them that you are descending from Togarma, who was from the children of Japhet. As to us Syrians we descend racially from Shem, and our father is Kemuel son of Aram, and from this name of Aram we are also called sometimes in the books by the name of Arameans.»
17. ↑  «Eastern Christians, The Last Arameans». Gorgias Press LLC (en inglés). Consultado el 19 de marzo de 2025.
18. ↑  Johnny Shabo (2018). «A brief history of the genocide against the Syriac Arameans».
19. ↑  «World Council of Arameans [Syriacs] - WCA Mission». wca-ngo.org. Consultado el 19 de marzo de 2025.